# 龍岡城
龍岡城（たつおかじょう）は、長野県佐久市田口にあった日本の城。幕末期に築城され、龍岡藩（田野口藩）の藩庁が置かれていた。龍岡藩は1万6千石の小藩で、城主の格式は認められていないため、厳密には城ではなく田野口陣屋であった。日本に二つある五芒星形の星形要塞のうちの一つである（もう一つの例は北海道函館市の五稜郭）。別名は龍岡五稜郭、あるいは桔梗の花にたとえて桔梗城。国指定の史跡。

## 歴史

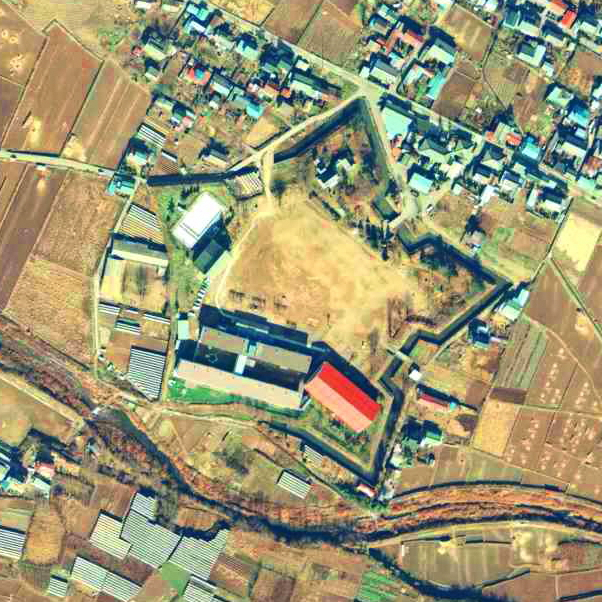
画像上が北。東北凹部に大手門。中央に御殿があった（現在は小学校校庭）。城外に家中屋敷が散在した。城外南（画像下方）に雨川。1975年

文久3年（1863年）、三河国奥殿藩の藩主・松平乗謨（のりかた）は、分領である信濃国佐久郡への藩庁移転と陣屋新築の許可を江戸幕府から得た。
奥殿藩の藩庁は三河国の奥殿陣屋（現在の愛知県岡崎市奥殿町）にあったが、領地の大部分（1万6000石中の1万2000石）は信濃国佐久郡にあり、佐久に陣屋を置いて25か村を支配していた。藩庁の信州への移転は念願であり、幕府による参勤交代緩和（文久の改革）などを好機と見て届け出たものである。幕末、国内情勢が緊迫する中で、東海道沿いにあって動乱に巻き込まれることが懸念される、領地の狭小な奥殿から退避する意味もあったという。
西洋の軍学に関心を寄せ、砲撃戦に対処するための築城法を学んでいた乗謨は、新たな陣屋として稜堡式城郭（星形要塞）を設計する。文久3年（1863年）11月、いくつかの築城候補地の中から田野口村を選定。元治元年（1864年）3月に建設を開始した（建設開始は文久3年（1863年）11月ともいう）。佐久知行支配役所があった場所が築城用地となった。
総工費は4万両。慶応2年（1866年）12月には石垣と土塁が竣工、慶応3年（1867年）4月には城郭内に御殿などが完成した。完成時には領民や藩士にもこの新型城郭の見学を許している。しかし、乗謨が老中格・陸軍総裁に就任し公務に忙殺され、経済的・時間的余裕がなくなる状況のもとで石垣工事は簡略化されるなど、未完成部分も多いとされる。
龍岡藩廃藩後の明治5年（1872年）、建物は解体され、競売された。御殿を構成した建物の内、「御台所」は城郭内で位置を変えて現存している。堀は埋められたことがあったが、昭和の初期に住民によって元に戻されたという。
1875年（明治8年）に田野口村の尚友学校が移転。以後、現在の佐久市立田口小学校に至るまで城跡は学校用地として使われてきた。
1934年（昭和9年）に「龍岡城跡」は国の史跡に指定された。2017年（平成29年）4月6日、続日本100名城（129番）に選定された。田口小学校が2022年度末で閉校することとなり、閉校後に小学校の全施設を解体撤去し、竣工時の龍岡城にできる限り近い状態に戻す整備計画が進められている。

## 構造

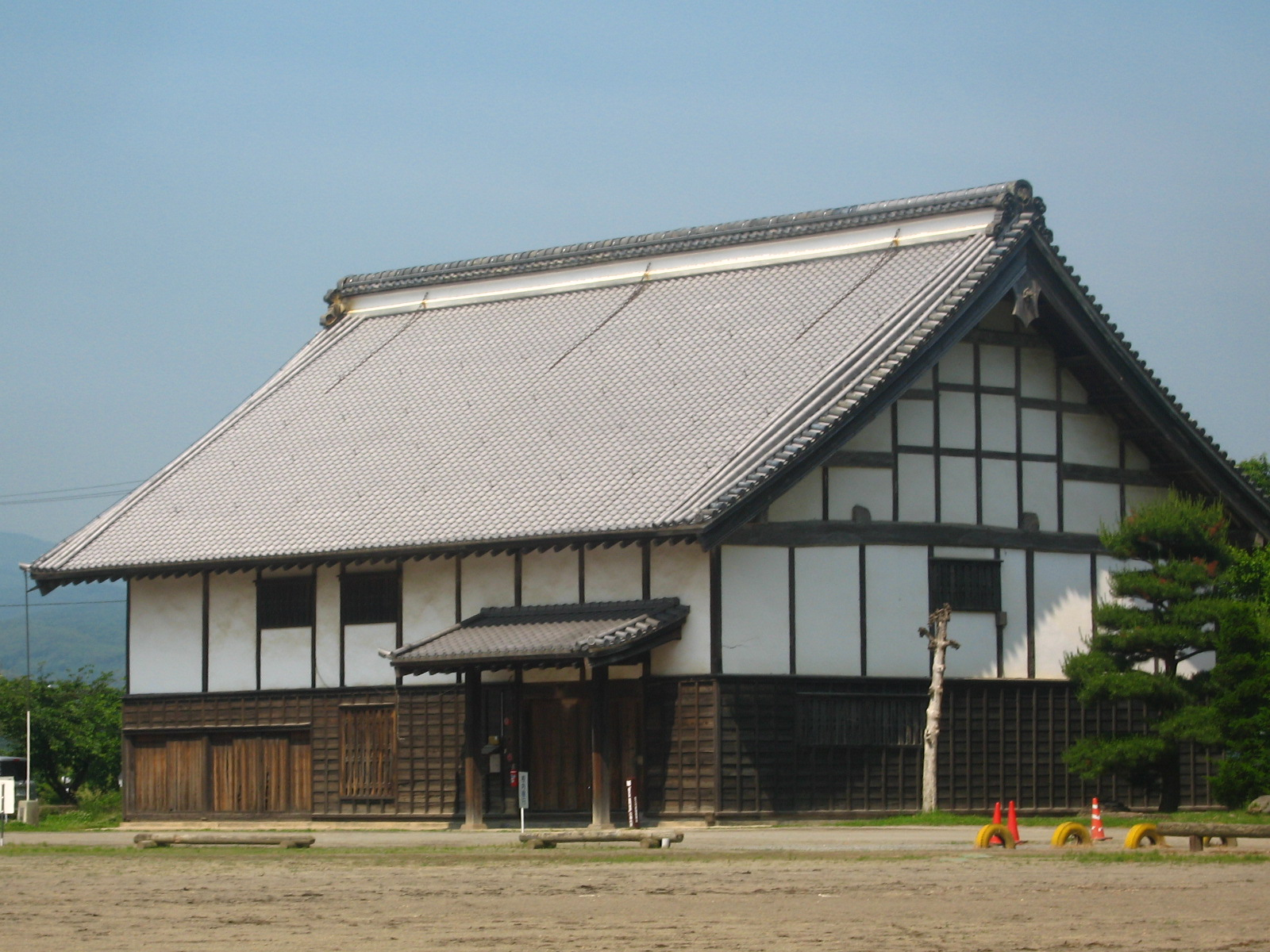
御台所。御殿にあったものが現在の位置（城内西）に移築された

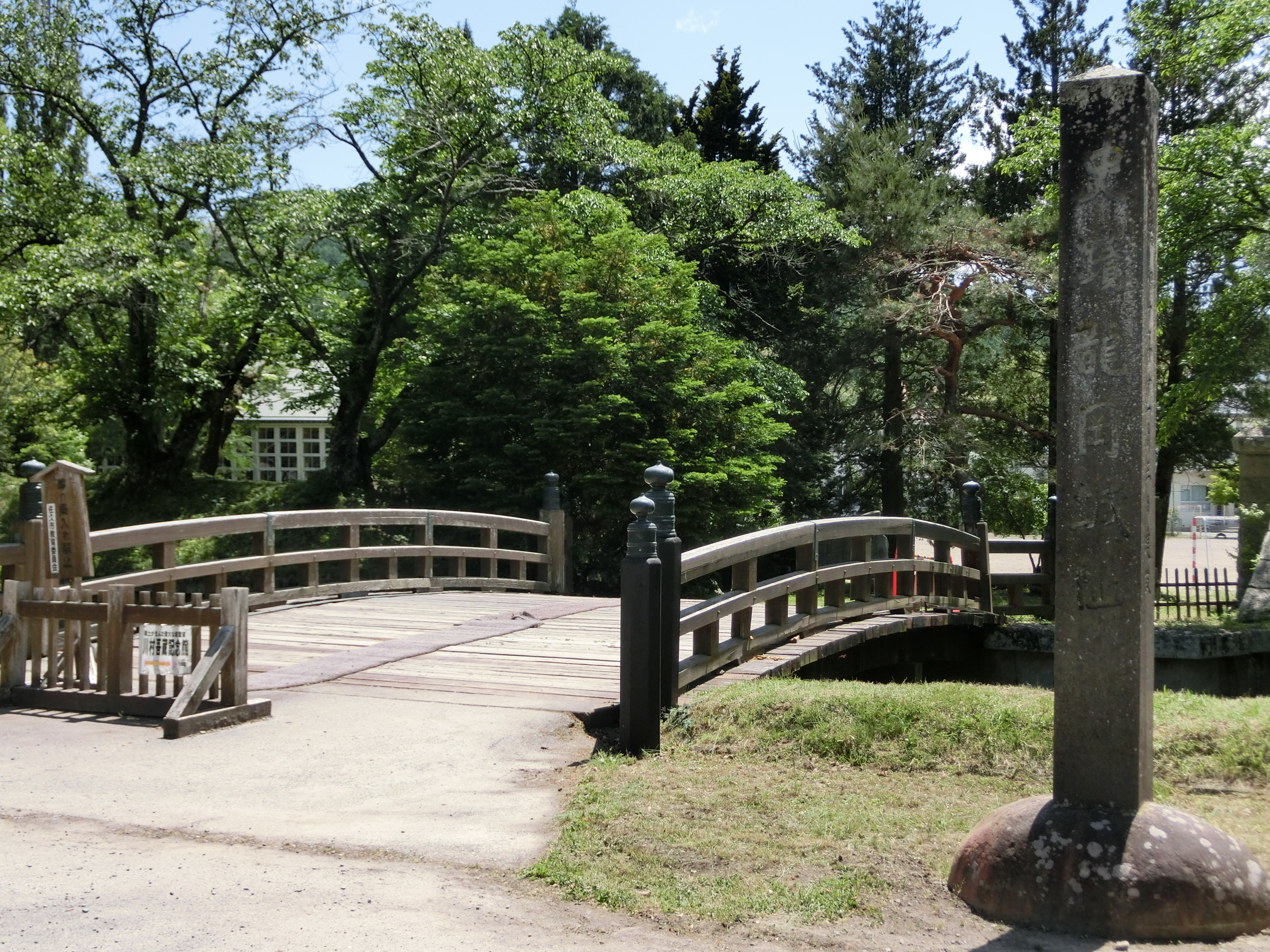
大手門

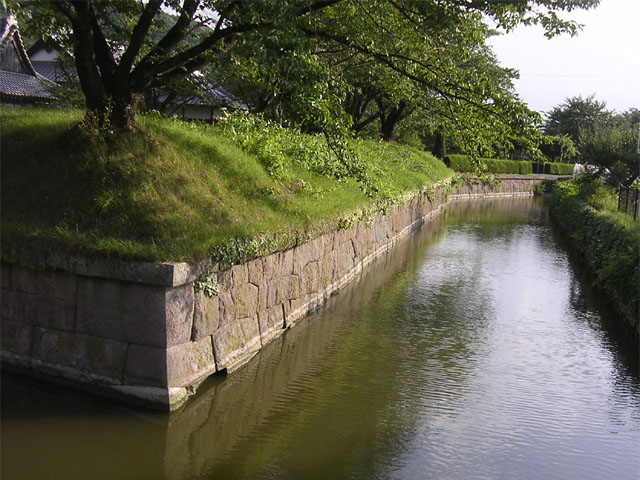
堀

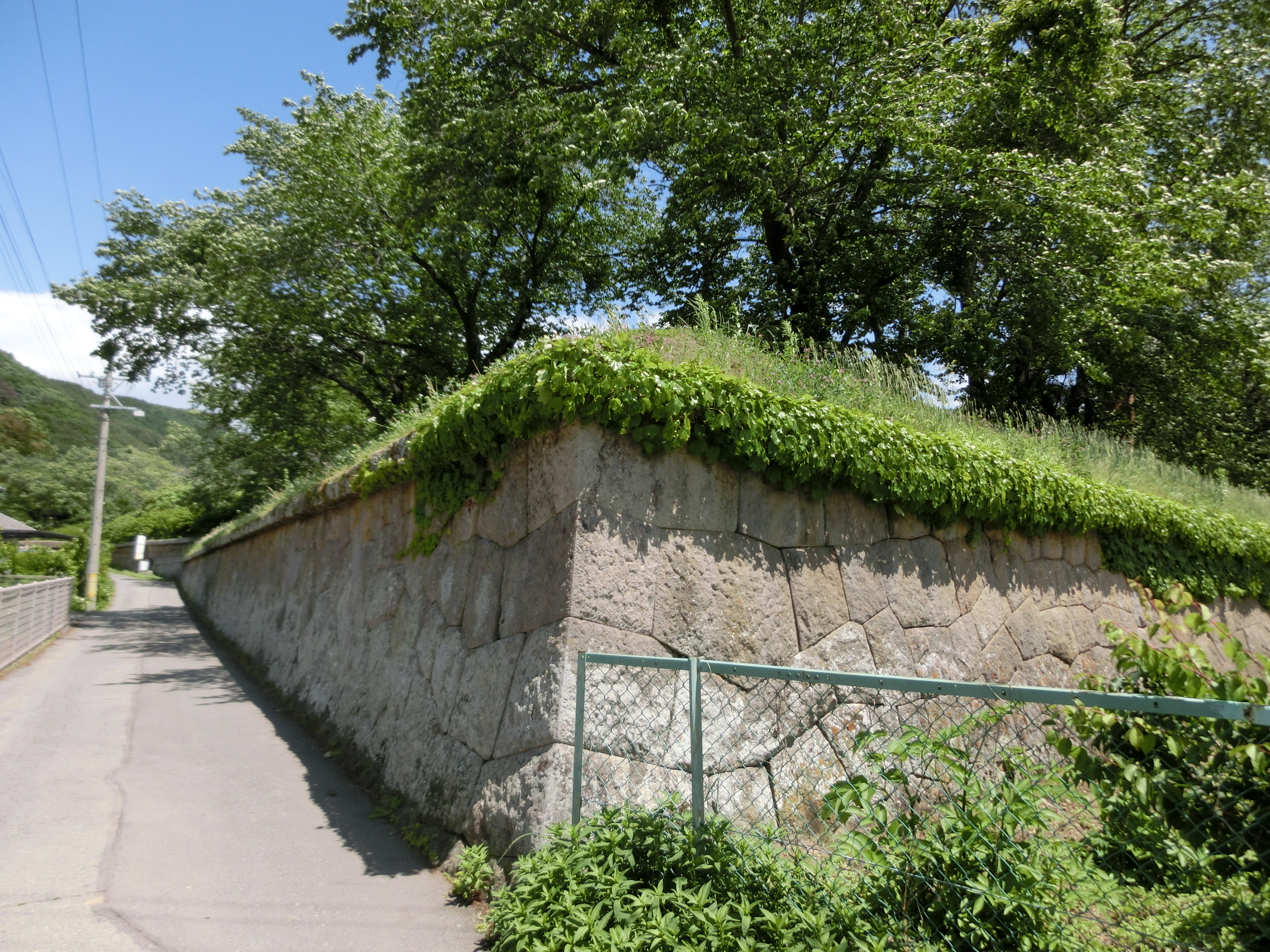
石垣

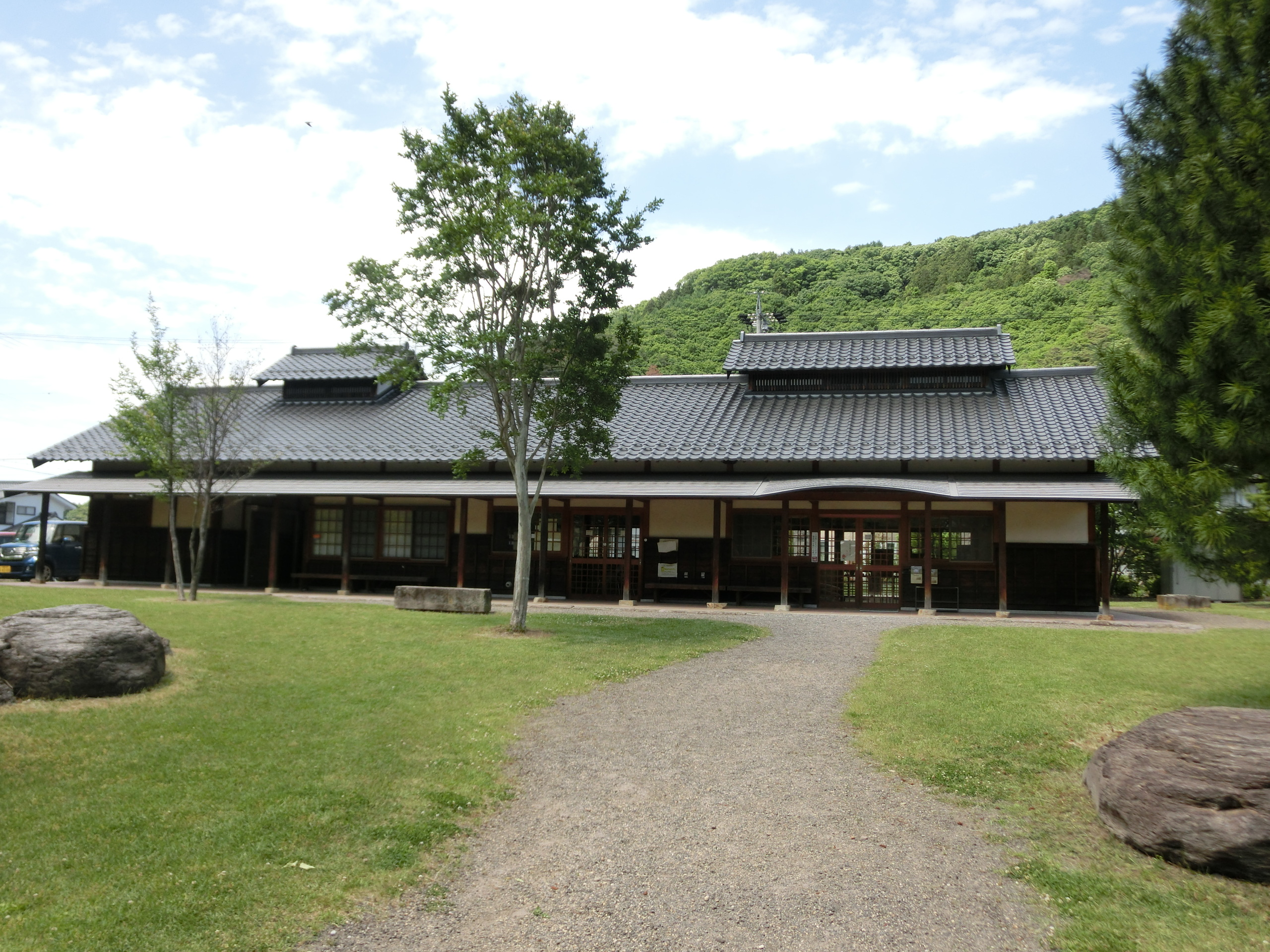
五稜郭であいの館（城外北東）

龍岡城が出来上がったのは、函館五稜郭の完成（1864年）から3年後である。総面積は約2万75坪で、函館五稜郭に比べると4分の1程度である。
築城当時、内郭の中央に御殿が置かれ、正門、通用門はそれぞれ東北、東南の凹面に、また非常門は西北と南南東の凹面に設けられていた。このほか、藩士の長屋や火薬庫、太鼓楼、歴代藩主の祠堂や稲荷社などがあった。
通常は星形要塞は山に挟まれた場所に建設されることはなく、また外敵を阻む外壁はもっと高く作られるため、龍岡城の建設にあたってはフランス人など西洋の専門家の関与はなかったであろうと言われている
稜堡式の形状を取り入れているが、本来ならばすべての稜堡に置かれるべき砲台は西南角に一基しかなく、4～5間（約7～9メートル）という水堀の幅は在来の城と比べても狭い。裏山からは城郭が一望でき（現在は展望台が設置されている）、周囲の山から砲弾が届く距離であるなど、軍事施設としては問題を抱える。一坂太郎は、稜堡式の外見は乗謨の西洋築城術に対する学問的興味が高じたものであって、（実戦に備えた要塞としてではなく）あくまでも藩主居館として設計されたものと評している。

### 遺構と見学
現在の城跡は、稜堡式の石垣や水堀、御台所が現存している。廃城後は城内のほとんどが農地転用され、御台所は農機具倉庫として使用された。1875年（明治8年）以後、御台所は小学校校舎として活用され、1929年（昭和4年）に現在地に移築された。築城当時とは反対側にあたる。
移築建造物としては、御殿の中心的建物だった大広間が佐久市鳴瀬落合の時宗寺の本堂として、東通用口が佐久市野沢の成田山薬師寺の門として、それぞれ移築され現存している。また、薬医門と塀が新海三社神社に向かう道沿いの個人宅に移築されている。
長らく小学校の敷地となっていたため校地内の遺構の見学は休日開放日が設定されていたが、2023年の閉校以降は自由見学が可能となっている。かつての大手門前には「佐久市歴史の里五稜郭であいの館」があり、龍岡城に関する資料を展示している。龍岡城五稜郭保存会の会員がボランティアとして展示物の説明や城内ガイドを行っている。予約すれば、御台所の内部見学も可能である。
城の北側には中世の田口城址があり、標高差約160 m を上る登山道と山頂の展望台が整備されている。展望台からは龍岡城跡の全景を一望できるが、俯角が小さく、敷地内に学校施設があること、周辺を住宅地に囲まれていることから、特徴的な星形の形状が一部はっきりしない。ドローンによる真上からの空撮は佐久市役所の許可を得れば可能である。
城郭の北西に枡形の遺構がある。

## 現地情報

### 所在地
長野県佐久市田口3000-1

### 交通アクセス
佐久南ICから車で20分 10.00km
東日本旅客鉄道（JR東日本）小海線臼田駅または龍岡城駅
（いずれも駅から約1.5km徒歩20分 路線バス便なし）

### 隣接施設
川村吾蔵記念館

※当地出身の彫塑家、川村吾蔵の作品と資料を展示。